# اتکو رکوردز
اَتکو رکوردز (انگلیسی: Atco Records) یک ناشر موسیقی آمریکایی و شاخه‌ای از آتلانتیک رکوردز است که در سال ۱۹۵۵ آغاز به کار کرد. اَتکو به انتشار موسیقی‌های خارج از ژانر اصلی آتلانتیک رکوردز که بلوز و جاز بود می‌پرداخت؛ به همین خاطر اَتکو به‌مرور وارد زمینه موسیقی راک شد. دوره راک اند رول اَتکو رکوردز در دهه ۶۰ میلادی آغاز شد و با انتشار موسیقی‌هایی از بابی دارین، گروه کریم، بوفالو اسپرینگفیلد و د هو به پیش رفت. اَتکو در سال ۲۰۰۶ توسط گروه موسیقی وارنر احیا شد و با هنرمندانی مثل اسکارلت جوهانسون، کیت سوئیت و آرت گارفانکل قرارداد بست.